# Смирнов, Виктор Владимирович
Виктор Владимирович Смирнов (род. 9 сентября 1968, Заволжск, Ивановская область) — российский политический и государственный деятель, член Совета Федерации, председатель Ивановской областной думы (2013—2018). Депутат Государственной думы Российской Федерации (с 2021).
Из-за вторжения России на Украину, находится под международными санкциями Евросоюза, США, Великобритании и ряда других стран

## Биография
В 1987—1989 гг. служил в рядах Вооружённых Сил СССР. После прихода из армии, Смирнов работал на руководящих должностях в учреждениях образования г. Заволжска. В 1993—1996 гг. — был депутат и председателем Муниципального комитета г. Заволжск.
В начале 2000-х Виктор Смирнов работал заведующим отделом образования администрации г. Кохмы, а затем заместителем главы администрации г. Кохма и первым заместителем главы администрации.
В 2002—2003 гг. — доцент кафедры конституционного права и общетеоретических юридических дисциплин Ивановского филиала Международного «Института управления» г. Иваново.
В 2003 г. Виктор Смирнов перешел на работу в Избирательную комиссию Ивановской области. С 2005 по 2012 годы он возглавлял Избирательную комиссию Ивановской области.
В июне 2012 года Смирнов был назначен Михаилом Менем вице-губернатором Ивановской области.
8 сентября 2013 года он был избран депутатом Ивановской областной Думы шестого созыва по единому областному избирательному округу в составе списка кандидатов, выдвинутых Ивановским региональным отделением Всероссийской политической партии «Единая Россия». Получив мандат, покинул должность вице-губернатора.
На первом заседании регионального парламента шестого созыва, состоявшемся 14 сентября 2013 года, Виктор Смирнов избран председателем Ивановской областной Думы.
27 сентября 2018 года наделён полномочиями члена Совета Федерации — представителя законодательного органа власти Ивановской области.
В 2021 году избран в Государственную думу VIII созыва в Ивановском одномандатном избирательном округе № 91.
6 октября 2021 года Совет Федерации прекратил сенаторские полномочия В. В. Смирнова в связи с его избранием в Госдуму.

## Образование
В 1992 году с отличием окончил Ярославский государственный педагогический университет имени К. Д. Ушинского. В 1997 году с отличием окончил Северо-Западную академию государственной службы при Президенте РФ. Кандидат юридических наук: научная специальность — теория права и государства; история политико-правовых учений.

## Санкции
23 февраля 2022 года, на фоне вторжения России на Украину, включён в санкционный список Евросоюза, так как «поддерживала и проводила действия и политику, которые подрывают территориальную целостность, суверенитет и независимость Украины, которые еще больше дестабилизируют Украину».
24 февраля 2022 года включён в санкционный список Канады «близких соратников режима» за голосование о признании независимости «так называемых республик в Донецке и Луганске».
24 марта 2022 года, на фоне вторжения России на Украину, включён в санкционный список США за «соучастие в войне Путина» и «поддержку усилий Кремля по вторжению в Украину», Госдеп США заявил что депутаты Госдумы используют свои полномочия для преследования инакомыслящих и политических оппонентов, нарушают свободу информации, ограничивают права человека и основные свободы граждан России.
Позднее, по аналогичным основаниям, включён в санкционные списки Великобритании, Швейцарии, Австралии, Японии, Украины, Японии и Новой Зеландии.

## Награды и звания
Почетный гражданин города Кохма (2024).

## Семья и личная жизнь
Женат. Воспитывает дочь.